# Platamops obliquus
Platamops obliquus là một loài bọ cánh cứng trong họ Salpingidae. Loài này được Champion mô tả khoa học năm 1916.